# Філіп II (Тіціан, 1551)
«Філіп II» (ісп. Felipe II), інша назва «Філіп II в обладунках» — картина венеційського живописця Тіціана. Створена у 1551 році. Зберігається у Музеї Прадо в Мадриді (інв. ном. P411).

## Історія створення картини
Під час своєї першої подорожі за межі Іберійського півострова Філіп, син і спадкоємець Карла V, наприкінці 1548 — на початку 1549 років побував у Мілані, де замовив Тіціану декілька різних портретів. Однак багато чого вказує на те, що портрет, що зберігається в Прадо, був написаний два роки потому в Аугбсбурзі, куди Тіціан був запрошений у 1550 році Філіпом. Філіп II (цей титул він отримав пізніше) був, безсумнівно, більш обізнаним у мистецтві, ніж його батько. Карл V в роботах Тіціана більше робив акцент на звеличування монархічної ідеї, до кінця не розуміючи всієї естетичної цінності картини. Його особисте ставлення до художника було набагато дружнім у порівнянні з Філіпом.
Це був перший творчий успіх в історії взаємовигідних стосунків, що тривали до кінця життя художника, хоча молодий принц, який звик до детального і невеликого формату фламандського живопису, здивувався побачивши завершене полотно і, не зрозумівши особливої майстерності, притаманної вільній техніці Тіціана, вирішив, що картина була написана в поспіху.

## Опис
З належною ідеалізацією художник точно передав ідею величі, зробивши акцент на обстановці — колонні, письмовому столі — і парадних латах. Ці елементи пізніше стали постійно бути присутніми на державних портретах австрійського дому, а потім й інших європейських королівських домів.
У порівнянні з «портретом Карла V» (1533, Прадо, Мадрид), який Тіціан написав майже на двадцять років раніше, Філіп II на цьому портреті в повний зріст виглядає менш напруженим і більш вільним у русі. Філіп II зображений одягненим у парадні бойові лати, що були виготовлені в Аугсбурзі і нині зберігаються в Королівському арсеналі в Мадриді; але Карл представлений на картині досвідченим бойовим командиром, а військове вбрання Філіпа здебільшого є засобом демонстрації влади загалом, а не військової доблесті конкретно, і глядачам стає зрозуміло, що він не має ніякої схильності до військової справи. 
Примхливий погляд Філіпа передбачає підвищену тонкість натури, і руку свою він поклав на шолом так обережно, ніби це витвір мистецтва. Навіть його черевики виглядають більш зручними і не так туго зав'язані, як у його батька. Філіп був незадоволений тим, що портрету невистачає остаточного оздоблення, однак йому наврядчи довелось вимагати більш ефектно і більш ясно вираженого уособлення влади.